# Bamses lillebitte billedbog (tv-serie)
 For alternative betydninger, se Bamses lillebitte billedbog. (Se også artikler, som begynder med Bamses lillebitte billedbog)
Bamses lillebitte billedbog er en dansk børne-tv-serie der havde premiere den 21. februar 2010 på DR1 og DR Ramasjang. Serien på syv afsnit er ifølge instruktør Katrine Hauch-Fausbøll henvendt de mindste børn: "Vi samler interesse omkring de helt smås verden - med sut-afvænning, klipning af Bamses pandehår og hvordan man leger skjul - uden selv at blive væk". Jan Rørdam har komponeret nye sange til serien, som udkom på et album af samme navn.

## Medvirkende
- Søren Hauch-Fausbøll som Bamse
- Brian Patterson som Kylling
- Gitte Melgaard som Ælling

## Afsnit
1. Om dengang Bamse prøvede at få Ælling til at aflevere sin sut til julemanden
2. Om dengang Bamse var rigtig morgensur
3. Om dengang Bamse lærte Lillebjørn, hvordan man vasker sig
4. Om dengang Bamse skulle finde en ballongave til Kyllings fødselsdag
5. Om dengang Bamse skulle lære Ælling at lege skjul
6. Om dengang Bamse legede Lillebjørn var syg
7. Om dengang Kylling ville lege frisør